# Октябрьское (Новосибирская область)
Октябрьское — село в Карасукском районе Новосибирской области России, административный центр сельского поселения Октябрьский сельсовет. Один из крупнейших сельских населённых пунктов Карасукского района.

## География
Расположено в 35 километрах к юго-западу от железнодорожной станции Карасук, вдоль трассы Р382 (Ордынское — Кочки — Карасук — граница с Казахстаном (на Павлодар).

## История
Основано в 1908 году переселенцами из Поволжья. В 1928 году посёлок Гоффенталь состоял из 134 хозяйств, основное население — немцы. Центр Гоффентальского сельсовета Андреевского района Славгородского округа Сибирского края.

## Население
| 2002 | 2007  | 2010  | 2014  |
| ---- | ----- | ----- | ----- |
| 1235 | ↘1160 | ↘1049 | ↗1167 |

## Хозяйство
В Октябрьском действует одно из крупнейших сельскохозяйственных предприятий Карасукского района — ЗАО «Калачинское», имеющее свои отделения во всех населённых пунктах Октябрьского сельсовета. Кроме того на территории села работают 5 магазинов, пограничная застава «Октябрьская».

## Инфраструктура
В селе есть участковая больница, на базе которой организован Дом милосердия, дом культуры, библиотека, детский сад, средняя общеобразовательная школа, центр немецкой культуры Новосибирского областного Российско-Немецкого дома, открытый в 1995 году.
Также на территории села работает филиал связи «Ростелеком», системой общедоступного пользования также является сотовая связь (МТС, Билайн, Мегафон), отделение почтовой связи филиала ФГУП «Почта России», отделение ОАО «Коммерческий сберегательный банк России».